# Kirkkolampi
Kirkkolampi är en sjö i kommunen Parikkala i landskapet Södra Karelen i Finland. Sjön ligger 79,6 meter över havet. Den är 11,23 meter djup. Arean är 70 hektar och strandlinjen är 6,62 kilometer lång. Sjön  ingår i Vuoksens huvudavrinningsområde.   Den ligger omkring 120 km nordöst om Villmanstrand och omkring 320 km nordöst om Helsingfors. 
I sjön finns öarna Kallio-Kuussaari, Käärme-Kuussaari och Kanasaari. 
Öster om Kirkkolampi ligger Uguniemi med Uguniemi kyrka. 